# Movimiento Patriótico de Seychelles
El Movimiento Patriótico de Seychelles (en inglés: Seychelles Patriotic Movement o SPM) es un partido político seychellense fundado el 16 de julio de 2016 como una escisión de la Alianza de Seychelles (LS) por el rechazo de sus miembros a unirse a la Alianza Democrática Seychellense (LDS), coalición opositora al gobierno del Partido Popular creada para las elecciones parlamentarias de 2016. El partido presentó 23 candidatos para los 25 escaños uninominales, pero obtuvo solo el 0.98% de los votos y ningún escaño, logrando ubicarse como tercera fuerza ante la polarización bipartidista entre la LDS y el PL.